# Ицукусима (минный заградитель)
«Ицукусима» (яп. 厳島 по названию священного острова) — средний минный заградитель японского императорского флота.
Постройка крейсерского минного заградителя была включена в Новую судостроительную программу 1923 года, но из-за финансовых проблем и связанных с ними переделок проекта фактически была осуществлена только в 1928—1929 годах на частной верфи в Ураге.
«Ицукусима» представлял собой сравнительно компактный корабль водоизмещением около 2000 тонн, имевший при этом внутреннее размещение мин и достаточно сильное артиллерийское вооружение. Он стал первым крупным надводным кораблём японского флота, оснащённым дизельной энергетической установкой.
Заградитель участвовал во второй японо-китайской и Второй мировой войнах, используясь преимущественно как транспорт, был потоплен 17 октября 1944 года в Яванском море торпедой нидерландской подводной лодки «Звардвис».

## Проектирование и постройка
«Ицукусима» стал первым крейсерским минным заградителем, спроектированным после введения этого класса в классификацию японского флота. «Ицукусима» сильно отличался как от более раннего «Кацурики», так и от строившегося почти одновременно с ним малого быстроходного заградителя «Сиратака». Различались количество мин на борту, обводы корпуса, надстроек, энергетическая установка, состав вооружения.
Тактико-технические требования Морского Генерального Штаба (МГШ) к новому заградителю, который должен был дополнять как «Кацурики», так и перестроенные из броненосных крейсеров «Асо», и «Токива», сводились к невиданно большой вместимости склада мин, большой дальности плавания и усиленному артиллерийскому вооружению, позволяющему вести оборонительный бой с океанскими эсминцами. В совокупности, требования описывали корабль, предназначенный для установки активных минных заграждений вблизи передовых баз и побережья противника.
Морской Технический Департамент (МТД) на тот момент ещё не имел опыта проектирования крейсерских заградителей, и основным источником вдохновения стал строящийся в Великобритании «Эдвенчер». Разработанный МТД эскизный проект имел водоизмещение около 3000 тонн, и постройка одного корабля на его основе была включена в Новую судостроительную программу 1923 года.
Однако в те годы произошло урезание бюджета японского флота, ставшее следствием экономического кризиса после окончания Первой мировой войны, Вашингтонского договора и других направленных на международное разоружение шагов, а также разрушений от катастрофического землетрясения 1 сентября 1923 года. В результате постройка заградителя была отложена, а его проект серьёзно пересмотрен. Переработанный проект получил обозначение H-1. Водоизмещение было урезано на треть, однако при этом была сокращена только максимальная скорость и, в меньшей степени, артиллерийское вооружение. Корабль лишился части объединявших его с лёгкими крейсерами черт, хотя и сохранил аналогичные «Эдвенчеру» гладкопалубный корпус и отдельный склад для мин.
«Ицукусима» был заложен на верфи частной судостроительной компании в Ураге 2 февраля 1928 года, на воду спущен 22 мая 1929 и вошёл в строй 26 декабря того же года. Период постройки, таким образом, составил менее двух лет.

## Конструкция

### Корпус и общее расположение
«Ицукусима» имел гладкопалубный корпус длиной 100 и шириной 12,8 м, разделённый на 78 водонепроницаемых отсеков, 9 из которых находились выше средней палубы. Носовая оконечность корабля имела обычную для японского флота S-образную форму, корма же в силу внутреннего устройства заградителя была транцевой. На верхней палубе в носовой части находилась большая надстройка, длинный первый ярус которой включал в себя кают-компанию, каюты и кабинеты офицеров, камбузы. Верхняя часть надстройки была аналогична применённой на эсминцах специального типа, включая в себя компасный мостик с постами управления огнём, и венчалась лёгкой треногой фок-мачтой с двумя реями и площадкой наблюдателя. Спереди и сзади неё шли орудия — носовое 140-мм и оба зенитных 76,2-мм. Ещё дальше по бортам находились крытые галереи, вместе с крышей первого яруса надстройки образующие шлюпочную палубу. Далее шли две малые надстройки (в первой находилась радиорубка, во второй — санитарные помещения), а между ними располагались платформа прожекторов и низкая труба для отвода выхлопных газов дизелей. Ещё ближе к корме находились два 140-мм орудия и однодревковая грот-мачта. На самой же корме находились бомбомёт, две пары рельсов (для противотрального устройства и для сброса глубинных бомб), тральный катер и 599-кг якорь.
Большую часть средней палубы занимал минный склад с системой рельсов, и только ближе к носу на ней располагались офицерские каюты. На нижней палубе, находившейся только в носу и корме, помимо матросских кубриков были устроены склад глубинных бомб, кладовые различных боевых частей, двигатели минных рельсов и элеваторов, рулевое и румпельное отделения. Трюмная палуба включала в себя отсеки с запасами продовольствия, балластом, электрогенераторами и вспомогательным котлом, погреба со снарядами и зарядами, топливные цистерны.
Распределение нагрузки выглядело следующим образом:
|                                   | Масса, т | В процентах |
| --------------------------------- | -------- | ----------- |
| Корпус                            | 877,5    | 43,7 %      |
| Оборудование и снаряжение         | 264,8    | 18,0 %      |
| Артиллерийское вооружение         | 105,9    | 5,3 %       |
| Мины и противолодочное вооружение | 318,0    | 15,8 %      |
| Энергетическая установка          | 220,6    | 11,0 %      |
| Топливо                           | 108,0    | 5,4 %       |
| Резерв пресной воды               | 6,7      | 0,3 %       |
| Остальное                         | 9,4      | 0,5 %       |
| Водоизмещение                     | 2010,4   | 100 %       |

### Энергетическая установка
На «Ицукусиме» устанавливалась дизельная энергетическая установка общей номинальной мощностью 3000 л. с. (2,2 МВт), приводившая в движение три гребных винта и обеспечивающая скорость хода 17 узлов. Применение дизелей стало следствием желания максимально уменьшить размеры машинных отделений и обеспечить требуемую дальность плавания за счёт малого расхода топлива. «Ицукусима» стала первым японским надводным боевым кораблём, приводимым в движение дизельными двигателями — до неё ими был оснащён лишь малый танкер «Цуругидзаки» (1970 брт), построенный Арсеналом флота в Курэ в 1918 году.
На центральный вал работал дизель Ра тип № 1, изготовленный металлургическим заводом в Ниигате по лицензии швейцарской фирмы «Раушенбах», де-факто — немецкой MAN. Конструктивно был выполнен как шестицилиндровый (диаметр каждого — 450 мм, длина хода поршня — 420 мм) четырёхтактный простого действия. На внешние же валы работали два аналогичных дизеля MAN, по соображениям экономии взятые с подводной лодки 01 (бывший немецкий подводный заградитель U-125) и прошедшие испытания на берегу. Номинальную мощность их по неясным причинам урезали с 1200 л. с. при 450 об/мин до 1000 л. с. при 400 об/мин. В дальнейшем на крейсерских минных заградителях дизели более не применялись, только на лёгких типа «Сарусима» — предположительно из-за проблем с наличием достаточно мощных и лёгких двигателей такого типа.
Сразу за центральным гребным винтом шёл руль Эртца общей площадью 4,12 м². Он был установлен на «Ицукусиму» впервые в японском флоте в качестве экспериментальной замены обычному балансирному рулю, показав на испытаниях вполне приличные результаты.
Электрическую сеть питали три электрогенератора: два на 175 КВт и один на 45 КВт, общей мощностью 395 КВт.

### Вооружение
На средней палубе «Ицукусимы» от района носовой надстройки и вплоть до кормовой оконечности находился внушительный для корабля таких размеров минный склад. В передней его части проходили четыре пары минных рельсов, далее и вплоть до дверей в корме — шесть. Такое количество минных рельсов было уникальной особенностью «Ицукусимы», обусловленной необходимостью быстрой постановки мин около баз противника. На рельсах штатно размещались 500 контактных мин № 5, каждая из которых при массе 520 кг несла 83 кг тринитрофенола и имела 100-метровый трос для якорной установки. Вместо них могли загружаться 300 более тяжёлых мин № 6 — массой 1156 кг, несущие 215 кг взрывчатки и обладающие 300-метровым тросом. Для перемещения мин по рельсам использовалась приводимая в действие электродвигателем замкнутая цепь. Для перегрузка мин с верхней палубы имелись шесть элеваторов (по три с каждого борта), оснащённых поворотными платформами. Внутреннее размещение мин и оборудования для минных постановок позволяло защитить их от воздействия погоды (брызг, ветра и т. п.).
В качестве оборонительного вооружения «Ицукусима» нёс три 140-мм орудия тип 3 с длиной ствола 50 калибров в одиночных щитовых установках, первое из которых располагалась на первом ярусе носовой надстройки, а два других — спереди и сзади грот-мачты. Орудие было принято на вооружение ЯИФ в 1914 году, использовало 38-кг снаряды с начальной скоростью 850 м/с, скорострельность — 6-10 выстрелов в минуту, максимальная дальность — 19 100 метров при угле возвышения 30°. В качестве средств ПВО использовались два 76,2-мм орудия тип 3 с длиной ствола 40 калибров, расположенных по бортам сзади мостика. Это орудие также было принято на вооружение ЯИФ в 1914 году, использовало унитарные выстрелы весом 9,43-10,22 кг с начальной скоростью 670 м/с, скорострельность до 13 выстрелов в минуту, максимальная дальность — 10 800 метров, эффективная по высоте — 5300 метров. Для управления огнём использовались 3,5-метровый (на компасном мостике) и два 2-метровых зенитных (один рядом с 3,5-метровыми, другой на шлюпочной палубе) дальномера, а также два 75-см поисковых и один 30-см сигнальный прожекторы.
Другой уникальной для японского флота особенностью «Ицукусимы» был бомбомёт дальнего радиуса действия (до 1512 метров), закупленный у британской компании «Виккерс». Он размещался на корме, за третьим 140-мм орудием, использовал глубинные бомбы специального типа и был оснащён механизмом заряжания. На верхней палубе в корме находились и две пары рельсов, одна из которых предназначалась для противотрального устройства. Другая — для сброса обычных лёгких глубинных бомб (которых имелось 18 штук, предположительно тип 88). Между носовой надстройкой и платформой прожекторов на верхней палубе также размещались четыре паравана.

### Экипаж и условия обитаемости
Штатная численность экипажа «Ицукусимы» составляла 227 человек — 21 офицер и мичман, 206 матросов и старшин.
Рядовой состав размещался в кубриках на нижней палубе спереди и сзади машинного отделения. Кубрики имели общую площадь 457,31 м² и объём 931,05 м³, или 2,22 м² и 4,52 м³ на человека соответственно. Каюты командного состава были сосредоточены на средней палубе в носу и в первом ярусе носовой надстройки (в том числе отдельные — для командира корабля, старшего офицера и командиров боевых частей), имея площадь 191,21 м² и объём 395,88 м³ (8,91 м² и 18,45 м³ на человека соответственно). За ними шли раздельные (для офицеров, старшин и матросов) камбузы. В надстройке позади трубы размещались баня и гальюны.

## История службы
После ввода в строй 26 декабря 1929 года «Ицукусима» был временно передан военно-морскому району Йокосуки. С 1 февраля 1930 года он же стал выполнять роль учебно-тренировочного корабля Торпедной школы. В этом качестве заградитель совершил несколько походов в южную часть Тихого океана (подмандатные территории и район островов Бонин): в 1932 году с 5 по 23 сентября, в 1933 — с 30 января по 12 августа, в 1934 — с 21 мая по 20 августа и с 25 ноября по 3 января. В 1935 году он ходил с 9 июля по 10 августа к побережью Камчатки.
«Ицукусима» участвовал вместе с рядом других кораблей в инциденте с Четвёртым флотом 26 сентября 1935 года, пройдя через тайфун, но по всей видимости, повреждений не получил. Работы по улучшению остойчивости на нём прошли в Ураге к маю 1936 года, включая в себя:
- Укладку 125 тонн твёрдого и приём 160 тонн водяного балласта;
- Замену 76,2-мм орудий на спаренные 13,2-мм пулемёты тип 93;
- Замену бомбомёта Виккерса на обычный тип 93;
- Замену глубиномера на новый тип Л, установку звуколокатора тип 93.

Метацентрическая высота заградителя на испытаниях после модернизации составила 0,488 м в порожнем состоянии (2000,9 т) и 1,070 м с балластом (2117,6 т).
16 сентября 1936 года «Ицукусима» перешёл в Сасэбо, а 20 октября вошёл в состав 10-й дивизии, вместе с крейсерами «Тэнрю» и «Тацута». 23 февраля 1937 года заградитель был переподчинён напрямую Объединённому флоту, и до 16 марта находился в южных морях. После инцидента на Лугоуцяо и начала войны с Китаем в августе «Ицукусима» совершил два похода к китайскому побережью. 20 октября он был снова переподчинен 10-й дивизии Третьего (Китайского) флота, с базированием на Рёдзюн. 20 марта 1938 года заградитель перешёл в Йокосуку и был передан её военно-морскому району. 22 июля «Ицукусима» прибыл в Сасэбо и 28-го вышел в море для действий в районе устья Янцзы. 1 августа он вошёл в состав 13-й дивизии канонерских лодок Третьего флота и действовал с ней вплоть до вывода в резерв 15 декабря.
15 ноября 1940 года «Ицукусима» и «Яэяма» вошли в состав 17-й дивизии Объединённого флота. С 25 февраля по 3 марта 1941 года корабль ходил из Сасэбо в Кирун, с 25 марта по 4 марта — к китайскому побережью. 10 апреля 17-я дивизия была переподчинена Третьему флоту. С 10 июня по 8 сентября заградитель снова выполнял поход к китайским берегам. С 22 сентября он прошёл докование в Иокогаме, 2 октября перешёл в Йокосуку, 4-го — в залив Татибана на острове Кюсю. Наконец, 28 ноября он зашёл в Сасэбо и 5 декабря прибыл на Палау.
В начале Тихоокеанской войны 17-я дивизия (командующий — контр-адмирал Кобаяси) была передана Южно-Филиппинской ударной группе Третьего флота (командующий — адмирал Такахаси). 8 декабря она покинула Палау вместе с эскортом из 15-го дивизиона эсминцев («Куросио» и «Оясио») и 10—11 декабря выполнила минные поставки на юго-востоке Филиппин: «Ицукусима» выставил 300 мин тип 93 в проливе Сан-Бернардино, а «Яэяма» — 113 мин в проливе Суригао. При этом американская подводная лодка S-39 пыталась атаковать «Ицукусиму» 11-го, но была обнаружена эсминцами, сбросившими на неё глубинные бомбы, и вынуждена была уйти.
С 14 по 30 декабря 17-я дивизия перешла обратно на Палау. 1 января 1942 года «Ицукусима» прибыл в порт Давао на Филиппинах, а 3-го стал флагманом соединения контр-адмирала Хиросэ для проведения операции по захвату Борнео. 11 января он участвовал в высадке в Таракан, а 24-го — в Баликпапан, став там на якорь 26-го. 3 марта заградитель перешёл в бухту Кулаган. Там он был передан Третьему Южному экспедиционному флоту вице-адмирала Рокудзо Сугияма. С 12 по 16 марта «Ицукусима» перешёл обратно в Баликпапан, 1 апреля высадил десант морской пехоты в бухте Кумай на Борнео. 10 апреля в Сурабае он был передан в состав Второго Южного экспедиционного флота вице-адмирала Такахаси. 5—8 мая заградитель простоял в Батавии, 14 мая прибыл в Сингапур, где с 23 мая по 2 июня прошёл докование. С 7 по 14 июня «Ицукусима» перешёл в Сурабаю, где принял на борт груз продовольствия, в Сингапур он вернулся 18 июля. Там он снова прошёл докование с 23 по 29 июля. 30 июля заградитель покинул Сингапур и 3-4 августа патрулировал район острова Амбон. В конце года, с 1 по 19 декабря, он перевёз морских пехотинцев с Амбона в Маноквари. 24 декабря «Ицукусима» покинул Маноквари, и зайдя 25-26 числа в Голландию, прибыл на Палау 30-го.
В второй половине 1943 года «Ицукусима» патрулировал пространство между Сингапуром и проливом Берхала, 30 ноября в Макассаре был переподчинён Четвёртому южному экспедиционному флоту вице-адмирала Сэйго Ямагата. С 1 по 20 декабря заградитель патрулировал район между Сурабаей, Батавией и Чилачапом. С 24 по 29 декабря он сопроводил малый конвой из транспортов «Амаги-Мару» и «Отори-Мару» из Сурабаи на Амбон. В первой половине января 1944 года «Ицукусима» патрулировал воды от Амбона до пролива Бутон, эскортировав при этом транспорты «Тайто-Мару», «Рюко-Мару», «Амаги-Мару», «Косю-Мару» и «Тиё-Мару» (4—5 января). 16—20 января он сопроводил до Сурабаи транспорт «Кинугаса-Мару», а на обратном маршруте 26—31 января конвой из транспортов «Целебес-Мару», «Асака-Мару», «Ямабуки-Мару» и «Тюки-Мару», вместе с присоединившимися 30-го тральщиками № 4 и № 5. В первой половине февраля заградитель снова патрулировал район Амбона, эскортировав при этом транспорт «Райдзан-Мару» 4-6 февраля.
Весной 1944 года на место 76-мм орудий был размещён строенный 25-мм автомат тип 96, число 13,2-мм пулемётов доведено до шести. По неподтверждённой информации, также была установлена РЛС ОВЦ № 13.
6 мая в море Сулавеси «Ицукусима» и сопровождавший её миноносец были атакованы американской подводной лодкой «Боунфиш» (командир — капитан 3-го ранга Хоган), выпустившей четыре электрические торпеды Mk 28, но безуспешно. Сброшенные глубинные бомбы цели тоже не достигли. 2 июня в рамках операции «KON» «Ицукусима» взял на борт 800 солдат для перевозки из Замбоанги (остров Минданао) на остров Биак. В конвой также вошли минный заградитель «Цугару» и малые охотники за подводными лодками № 36 и № 37, позже к ним присоединились тральщик № 30 и десантный корабль № 127. 3 июня корабли были обнаружены американскими воздушными разведчиками, в результате чего задача была отложена, в Соронг на Новой Гвинее они прибыли только 18 июня. В июле и первых двух декадах августа «Ицукусима» патрулировал пути между Битунгом, Баликпапаном и Сурабаей.
24 августа в проливе Лембех северо-восточнее Сулавеси он был атакован двумя бомбардировщиками B-25 из 345-й бомбардировочной группы ВВС Армии США, искавшими японский конвой. В результате близких разрывов 500-фунтовых бомб был затоплен кормовой отсек, корабль потерял ход, но затем его отбуксировали в порт. При повторном налёте 2 сентября шести B-25 зенитным огнём заградителя был сбит бомбардировщик лейтенанта Бардвелла, ещё две машины были повреждены и совершили вынужденную посадку на острове Миддлбург у побережья Новой Гвинеи.
4 октября прибыл минный заградитель «Вакатака», который должен был отбуксировать «Ицукусиму» до Сурабаи. В тот же день он был повреждён попаданием бомбы с летающей лодки «Каталина». 17 октября в Яванском море северо-восточнее острова Бавеан корабли были обнаружены нидерландской подводной лодкой «Звардвис» (командир — капитан 3 ранга Госсенс), выпустившей пять торпед: две по малой цели и три по большой, идущей на буксире. В результате «Ицукусима» был поражён одной торпедой и затонул в точке с координатами 5°23′ ю. ш. 113°48′ в. д., её командир капитан 1-го ранга Оиси спасся вместе с неустановленным числом членов экипажа. «Вакатака» также получил торпеду в носовую часть и был только повреждён — возможно, из-за нештатно сработавшей боевой части.
10 января 1945 года «Ицукусима» был исключен из списков флота.
15 декабря 2002 года лежащий на глубине 56 метров на дне Яванского моря заградитель был обнаружен эхолотом водолазного судна MV Empress. По сообщению спускавшегося к ней австралийского дайвера Кевина Денли, корпус «Ицукусимы» разломлен в результате взрыва торпеды на две части: длинную носовую и короткую кормовую, находящиеся теперь друг от друга на расстоянии 320—350 метров. Надстройки и все кормовые двери отсутствуют, минный склад и внешние минные рельсы сильно разрушены временем. На стоящей вертикально кормовой части также отсутствуют 140-мм орудия, хотя одно из них лежит в 15 метрах от неё. Внешние винты видны, но частично зарылись в дно.

## Командиры
- 1.5.1929 — 1.12.1930 капитан 1-го ранга (тайса) Тайдзи Кояма (яп. 小山泰治)[11];
- 1.12.1930 — 14.11.1931 капитан 1-го ранга Тэрухиса Комацу (яп. 小松輝久)[11];
- 14.11.1931 — 1.12.1932 капитан 1-го ранга Сигэру Сонода (яп. 園田滋)[11];
- 1.12.1932 — 25.5.1933 капитан 1-го ранга Тосихиса Накамура (яп. 中村俊久)[11];
- 25.5.1933 — 15.11.1933 капитан 1-го ранга Сигэнори Хориути (яп. 堀内茂礼)[11];
- 15.11.1933 — 22.10.1934 капитан 1-го ранга Тоёкити Канэко (яп. 金子豊吉)[11];
- 22.10.1934 — 15.11.1935 капитан 1-го ранга Масару Эндо (яп. 遠藤昌)[11];
- 15.11.1935 — 1.12.1936 капитан 1-го ранга принц Фусими Хироёси (яп. 伏見宮博義王)[11];
- 1.12.1936 — 1.12.1937 капитан 1-го ранга Такэхиса Цудзимура (яп. 辻村武久)[11];
- 1.12.1937 — 30.1.1938 капитан 1-го ранга Синго Исикава (яп. 石川信吾)[11];
- 30.1.1938 — 22.7.1938 капитан 1-го ранга Ёсиюки Итимия (яп. 一宮義之)[11];
- 22.7.1938 — 15.12.1938 капитан 1-го ранга Тамоцу Такама (яп. 高間完)[11];
- 15.12.1938 — 15.11.1939 капитан 1-го ранга Томоити Мори (яп. 森友一)[11];
- 15.11.1939 — 10.12.1939 капитан 1-го ранга Киити Хасэгава (яп. 長谷川喜一)[11];
- 10.12.1939 — 15.11.1940 капитан 1-го ранга Итимацу Такахаси (яп. 高橋一松)[11];
- 15.11.1940 — 10.6.1941 капитан 1-го ранга Кацуми Кавара (яп. 香春克己)[11];
- 10.6.1941 — 1.6.1942 капитан 1-го ранга Матао Морикава (яп. 森川亦男)[11];
- 1.6.1942 — 1.6.1944 капитан 1-го ранга Масао Янагава (яп. 柳川正男)[11];
- 1.6.1944 — 17.10.1944 капитан 1-го ранга Синъити Оиси (яп. 大石新一)[11].